# 豎子光面介
豎子光面介（学名：Xestoleberis shutzi）为光面介科光面介屬下的一个种。